# 帕利亚拉
帕利亚拉（義大利語：Pagliara），是意大利西西里大区墨西拿廣域市的一个市镇。总面积14平方公里，人口1229人，人口密度87.8人/平方公里（2009年）。ISTAT代码为083065。